# Castine (hrabstwo Hancock)
Castine – jednostka osadnicza w Stanach Zjednoczonych, w stanie Maine, w hrabstwie Hancock.